# HTC Advantage
HTC Advantage è una serie di PDA Phone prodotti dalla HTC composta da tre modelli.
Una delle loro caratteristiche è la tastiera magnetica staccabile dal dispositivo.

## X7500

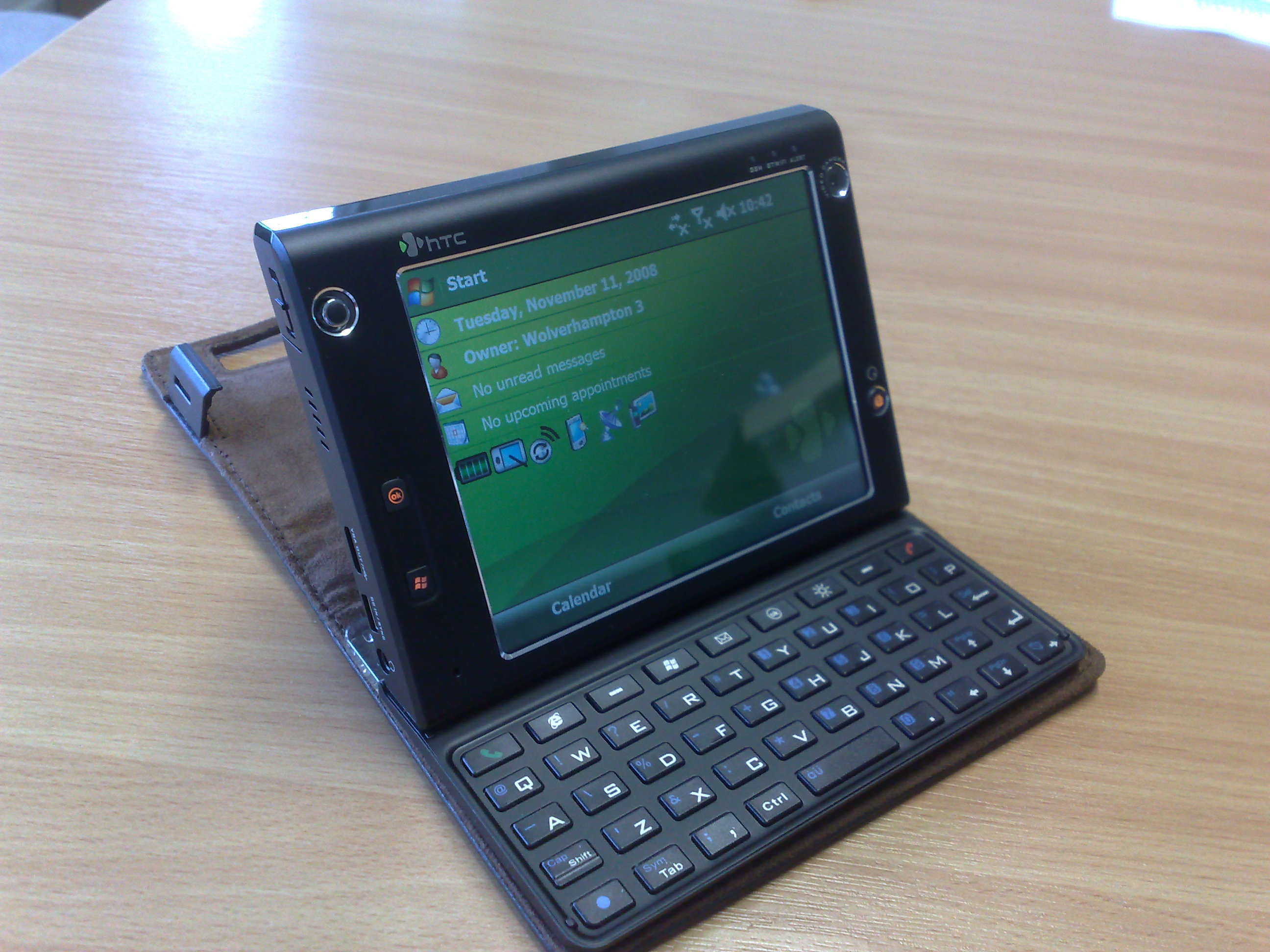
X7500

Il primo modello è il X7500, precedentemente noto come Athena, utilizza come sistema operativo Windows Mobile 5.0 Phone Edition e viene commercializzato in Europa nel marzo 2007.

### Specifiche
- Sistema operativo
  - Windows Mobile 5.0 Phone Edition
- Dimensioni
  - 133mm x 97mm x 16mm, 360g
- Processore
  - Intel PXA270 624 MHz
  - ATI technologies Imageon 2284
- Memoria
  - ROM: 256 MB
  - RAM: 128 MB SDRAM
  - Memoria flash: 8 GB
- Schermo
  - 5 pollici TFT touch screen
  - Risoluzione VGA (640 x 480 pixel)
- Comunicazione
  - HSDPA/UMTS Tri-band
  - EDGE/GPRS/GSM Quadri-band
- GPS
  - SirfStar III
- Fotocamera
  - Principale: 3 Megapixel con flash LED
  - Videoconferenza: VGA
- Connettività e interfaccia
  - USB 2.0
  - Bluetooth 2.0
  - Wi-Fi IEEE 802.11 b/g
  - Slot per USIM/SIM
  - Slot miniSD
  - TV-out
  - USB 1.1 host
- Batteria
  - Sanyo Lithium-Ion 2200mAH

## X7501
Il secondo modello è il X7501 ed è una versione per il mercato nordamericano. Viene distribuito a luglio 2007.
Le differenze rispetto al X7500 sono:
| X7500                            | X7501                           |
| -------------------------------- | ------------------------------- |
| Windows Mobile 5.0 Phone Edition | Windows Mobile 6.0 Professional |
| Fotocamera per videoconferenza   | Non più presente                |

## X7510
Il terzo modello è il X7510 e viene commercializzato durante il 2008
Le differenze rispetto all'X7501 sono:
| X7501                                       | X7510                           |
| ------------------------------------------- | ------------------------------- |
| Windows Mobile 6.0 Professional             | Windows Mobile 6.1 Professional |
| 8 GB di memoria                             | 16 GB di memoria                |
| Fotocamera per videoconferenza non presente | Presente                        |